# Schorshaarschubje
Schorshaarschubje (Agonimia allobata) is een korstmossoort uit de familie Verrucariaceae.

## Determinatie
Schorshaarschubje is een korstvormig korstmos met een groengrijs, korrelig thallus. De relatief grote peritheciën zijn volledig zwart en meten 0,10–0,22 mm in diameter.
De muurvormige sporen zijn bij het uiteinde gelig en meten 22–36 × 10–15 µm. Het hymenium heeft met lugol (I) een rode kleurreactie en met K/I een blauwe kleurreactie.

## Ecologie
Schorshaarschubje is een epifyt. De soort kan zowel op schors als epibryisch (op mossen) worden aangetroffen. De meest voorkomende standplaatsen zijn voeten van loofbomen (Fagus, haagbeuk en es) op vochtige en schaduwrijke plaatsen.

## Verspreiding
In Nederland is schorshaarschubje zeer zeldzaam. Het staat op de Nederlandse Rode Lijst in de categorie 'Verdwenen'.